# جایزه ملی رمان
جایزه ملی رمان (انگلیسی: National Novel Prize) یا به‌عبارت دقیق‌تر جایزه ملی ادبیات روایی (اسپانیایی: Premio Nacional de Literatura en la modalidad de Narrativa‎) نام یک جایزه ادبی است که توسط «وزارت فرهنگ اسپانیا» به برترین‌های رُمان در کشور اسپانیا (به هر یک از زبان‌های محلی کشور اسپانیا که باشد) اهدا می‌شود.
این جایزهٔ ۲۰٬۰۰۰ یوروئی تا قبل از ۱۹۷۷ میلادی، حضور ثابتی نداشت و توسط نهادها و موسسه‌های گوناگونی اهدا شده بود.
نخستین بار، این جایزه در سال ۱۹۲۴ میلادی به نویسندهٔ اسپانیایی «اوبرتو پرِس دِ لا اُسا رودریگس» تعلق گرفت.